# Abbaye de la Novalaise
L'abbaye de la Novalaise, également écrit Novalèze et Novalesa est une abbaye bénédictine située dans la commune italienne de Novalaise (Novalesa) en val de Suse, dans la région du Piémont, au pied du col du Mont Cenis.
Une chapelle de l'abbaye contient deux fresques du XIe siècle, l'une dédiée à saint Eldrade, et l'autre à saint Nicolas (l'une des premières dédiées en Occident à l'évêque de Myre en Asie Mineure).

## Histoire

### La Fondation

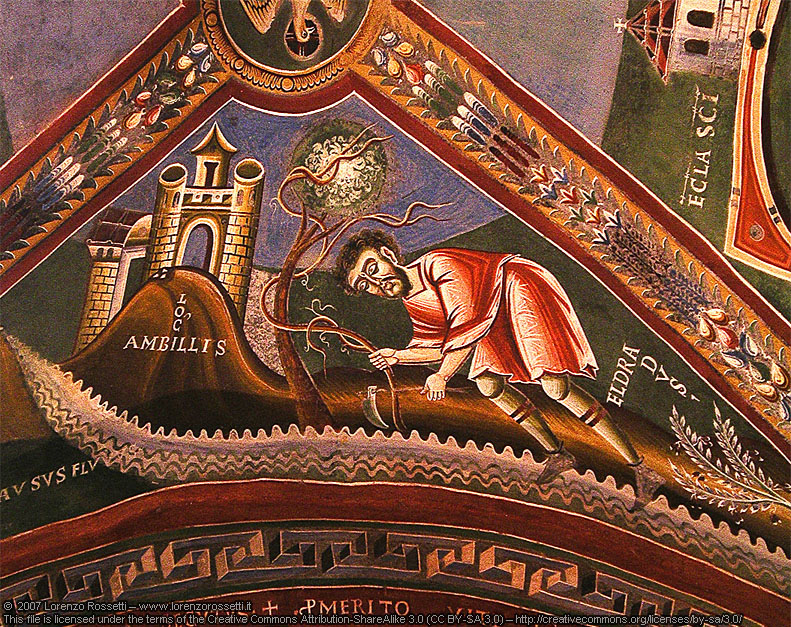
Fresque avec saint Eldrade dans l'abbaye.

L'abbaye de la Novalaise est fondée dans les années 720, par Abbon, recteur de la Maurienne et de Suse et futur patrice de Provence. Cette fondation est d'abord connue par une charte d’immunité concédée, le 30 janvier 726, par Abbon à la Novalaise, au nom des pouvoirs publics que lui conférait son titre de « recteur de la cité de Maurienne et de Suse », que l'historiographie considère traditionnellement comme l'acte de fondation de cet établissement religieux,. Elle est connue, ensuite par le testament, daté du 5 mai 739, dont une copie du début du XIIe siècle a été insérée dans le cartulaire dit de saint Hugues, évêque de Grenoble, de ce même Abbon dont les principaux bénéficiaires ont été l'abbaye de la Novalaise, le diocèse de Saint-Jean-de-Maurienne et le diocèse de Gap.
Les années 720, en Provence et au royaume de Bourgogne sont caractérisées par l'affrontement de diverses factions de l'aristocratie qui s'appuient sur les puissances rivales que constituent le royaume d'Austrasie et l'Émirat de Cordoue. Au moment de la fondation de l'abbaye de Novalaise, Abbon s'affirme comme un soutien des Francs car l'acte de 726 indique que la vocation du monastère consiste « à implorer abondamment la miséricorde du Seigneur pour nous, pour la stabilité du royaume des Francs et pour tout le peuple du Christ, dans le creuset du baptême ». Au moment de sa mort, vers 750, il apparaît comme étant le principal soutien et officier de Charles Martel dans le sud-est du royaume des Francs.
Abbon, sans que l'on puisse réellement le démontrer n'a probablement pas d'héritier direct et fait du monastère son principal héritier dans trois perspectives au moins :
- Pour assurer le salut de son âme. Son testament contient des dispositions qui caractérisent les donations « pro anima » de cette époque. Il y règle des dons, promis par des membres de sa famille, et qui n'ont jamais pu être réalisés, notamment une promesse que son oncle et tuteur, Semforianus, évêque de Gap, avait fait autrefois à l’église de son diocèse et qu'il n'avait pu tenir parce qu'il avait été évincé de son siège.
- Afin de s'assurer le contrôle des hautes charges, des patrimoines ecclésiastiques et de leur usage « politique » au travers de leur patronage.
- Dans l'objectif enfin, de créer un point d'ancrage et une continuité patrimoniale, à une parentèle élargie, autour d'une fondation ecclésiastique car la pratique de l'indivision ne suffit pas à contrer les effets des coutumes de partages des héritages en part égales qui fragmentent rapidement les patrimoines de l'aristocratie[5].

Établie à 824 mètres d’altitude, à proximité de ce qui était probablement alors la limite du peuplement humain, l'abbaye de Novalaise occupe une position originale dans le paysage du monachisme du haut Moyen Âge. Les grandes abbayes bénédictines des époques mérovingiennes et carolingiennes, comme Reichenau, Saint-Gall, Bregenz ou même, dans une certaine mesure, Saint-Maurice d'Agaune, qui se sont établies à proximité des passages transalpins, ont toujours choisi de s'établir à la périphérie des massifs où elles trouvaient les espaces susceptibles de fournir les ressources indispensables à leur économie domaniale. L'abbaye de Novalaise, à l'inverse, est installée sur les pentes de la vallée de la Cenise (Cenischia), qui prend sa source dans le massif du Mont-Cenis, et l'essentiel, sinon la quasi-totalité de ses biens sont situés dans des vallées alpines.

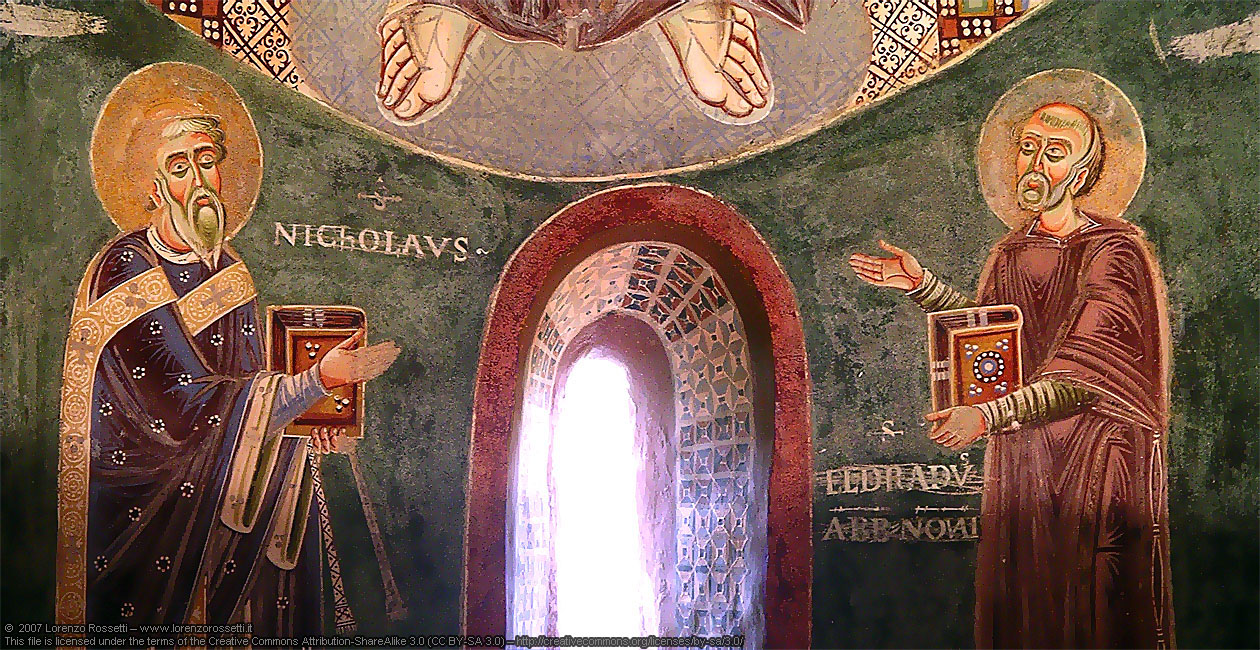
Fresque du XIe siècle dans la chapelle dédiée à saint Eldrade et saint Nicolas.

### L'abbaye carolingienne
La date de la mort d'Abbon est inconnue, mais à son décès, ses fonctions paraissent avoir été directement exercées par Pépin le Bref, puis par ses fils Carloman et Charlemagne. Asinarius, l'Abbé de la Novalaise, assiste au concile synodal Attigny, tenu à l'issue de l'assemblée des Francs, et convoqué entre 760 et 765, par Pépin le Bref, dans sa résidence des Ardennes.
La riche abbaye des saints Pietro et Andrea, placée sous la règle bénédictine, connaît une très grande renommée à l’époque carolingienne où elle accueille plus de cinq cents moines. Un de ses pères abbés, Eldrade, originaire du petit village d'Ambel, en Dauphiné, a été canonisé. Elle devient un des centres culturels les plus importants du haut Moyen Âge.

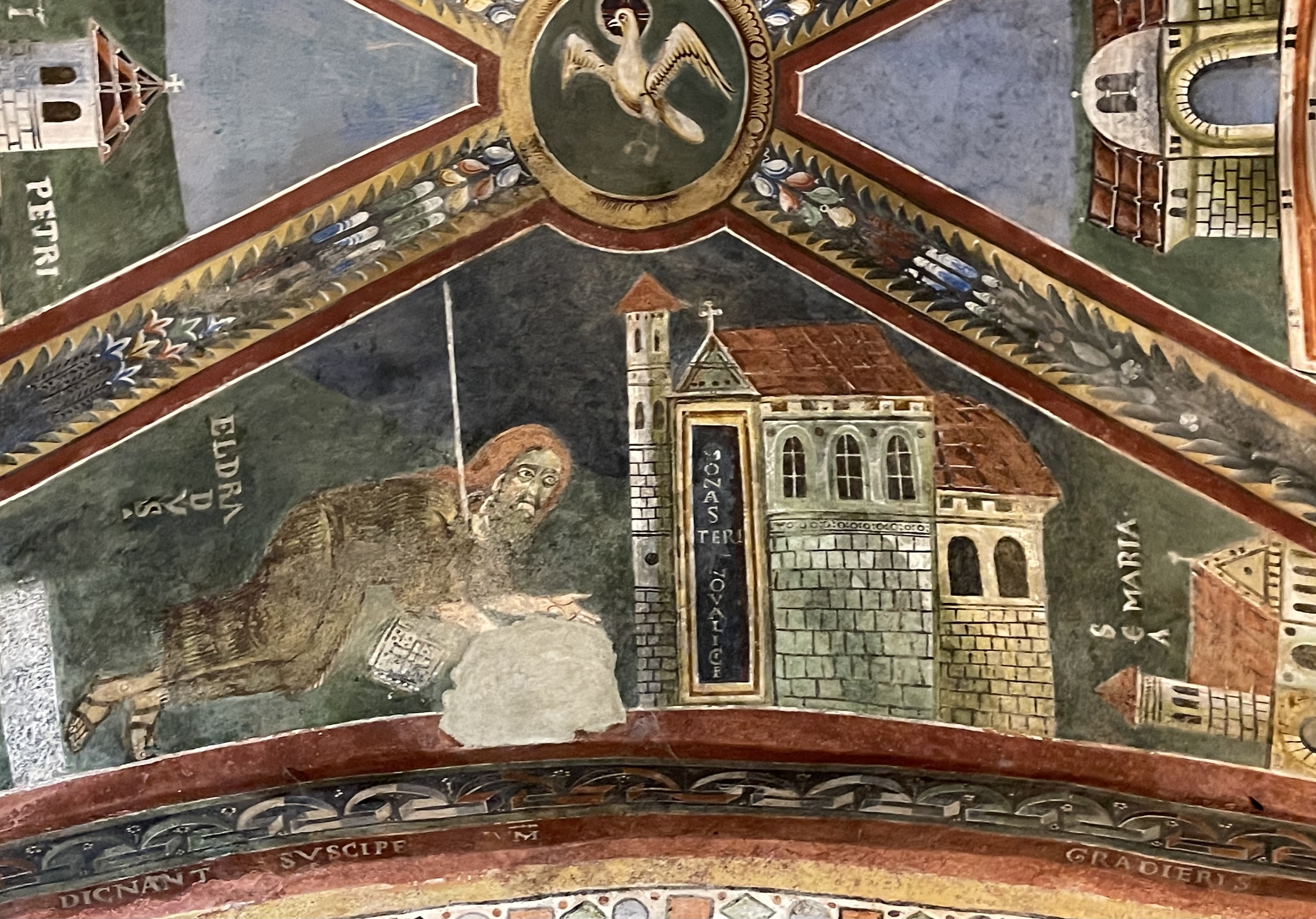
Dans cette fresque intacte datant des années 1070, on pense que les artistes ont utilisé pour documenter cette scène (saint Eldrade arrive devant l'abbaye de Novalaise) l'aspect véritable des bâtiments relevés après plus d'un siècle d'abandon sous la domination des Maures.

### La fin de l'abbaye carolingienne
La tradition historiographique, à la suite de l'auteur de la Chronique de la Novalaise, a retenu l'année 906 comme étant celle de l'abandon de l'abbaye de la Novalaise par son abbé Donnivertus et ses moines, effrayés par la rumeur d'une expédition de bandes sarrasines, en provenance du Dauphiné et devant passer par le col de Montgenèvre. Ils incendient et pillent l'abbaye en 906,. Les moines se sont réfugiés à temps à Turin, auprès du marquis Adalbert Ier d'Ivrée, en emportant sur huit chariots leur riche bibliothèque qui aurait été composée du nombre magique de  6 666 manuscrits. Les moines, avec l'accord de l'évêque Guillaume s'installent dans un premier temps à Turin dans le monastère de Saint-André-Hors-les-Murs. Puis ils s'installent à Breme cinquante kilomètres plus à l'est. L'abbaye restera à Breme, et un petit groupe de moines relevera la novalaise au rang plus simple de prieuré.

### Le prieuré de l'abbaye de Breme
L'église est reconstruite en 1710 (restaurée en 1890). Ses murs d’enceinte sont toutefois toujours les murs d’origine. Les fresques qui ornent la chapelle des saints Eldrade et Nicolas datent du XIe siècle, et sont très importantes dans l'histoire de l'art roman.

### Temps modernes
Les moines quittent le monastère en 1855, à la suite de la confiscation par Cavour des biens des Ordres contemplatifs. Pendant vingt ans l'église est transformée en bar-restaurant et les divers bâtiments en centre thermal, hélas sans succès. Pendant le XXe siècle, l'ensemble, racheté par l'administration provinciale, devient une colonie de vacances pour collégiens.
En 1973, le monastère revient aux bénédictins de la congrégation de Saint Georges.

## Galeries

L'abbaye
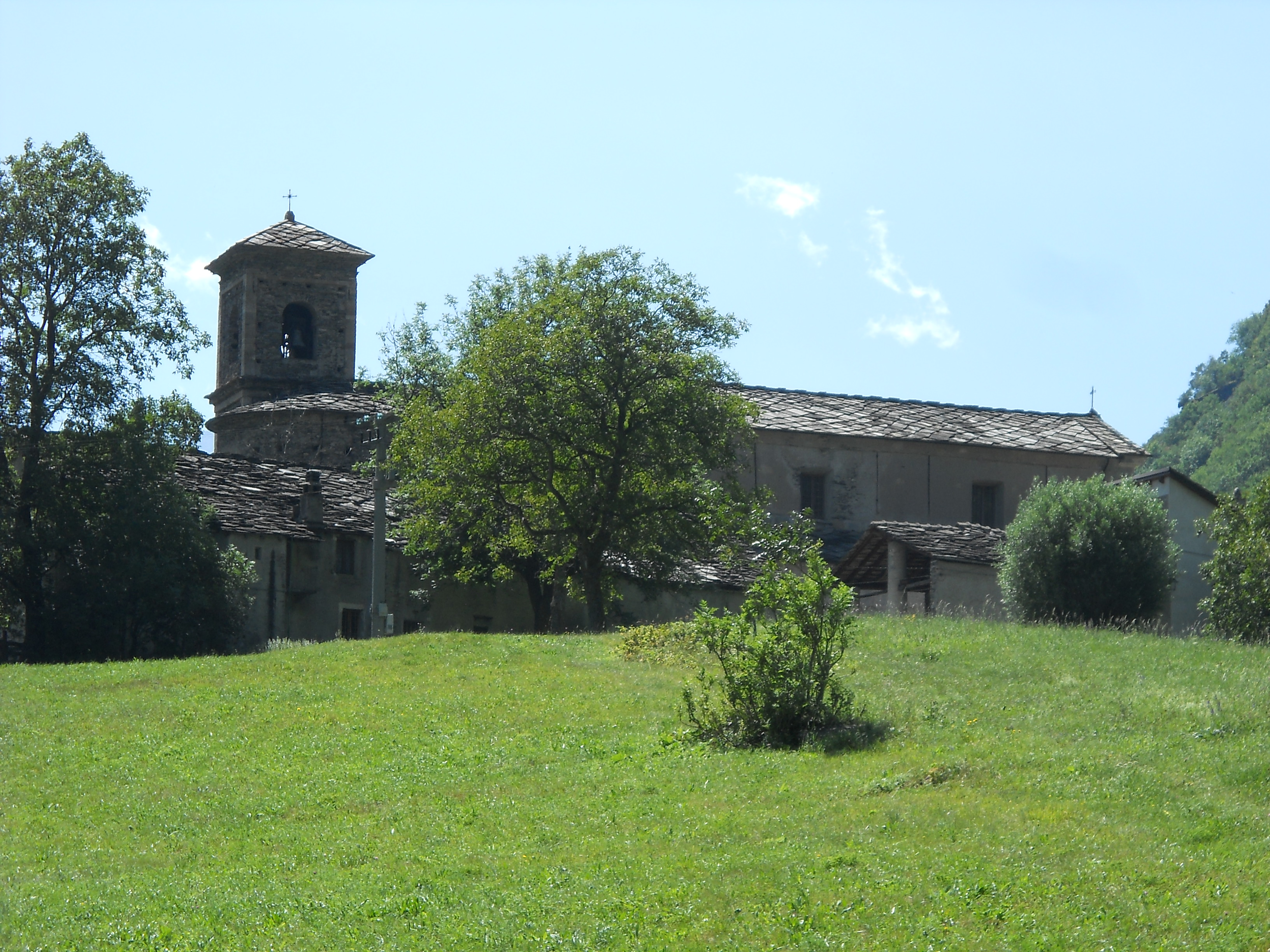
Abbaye.
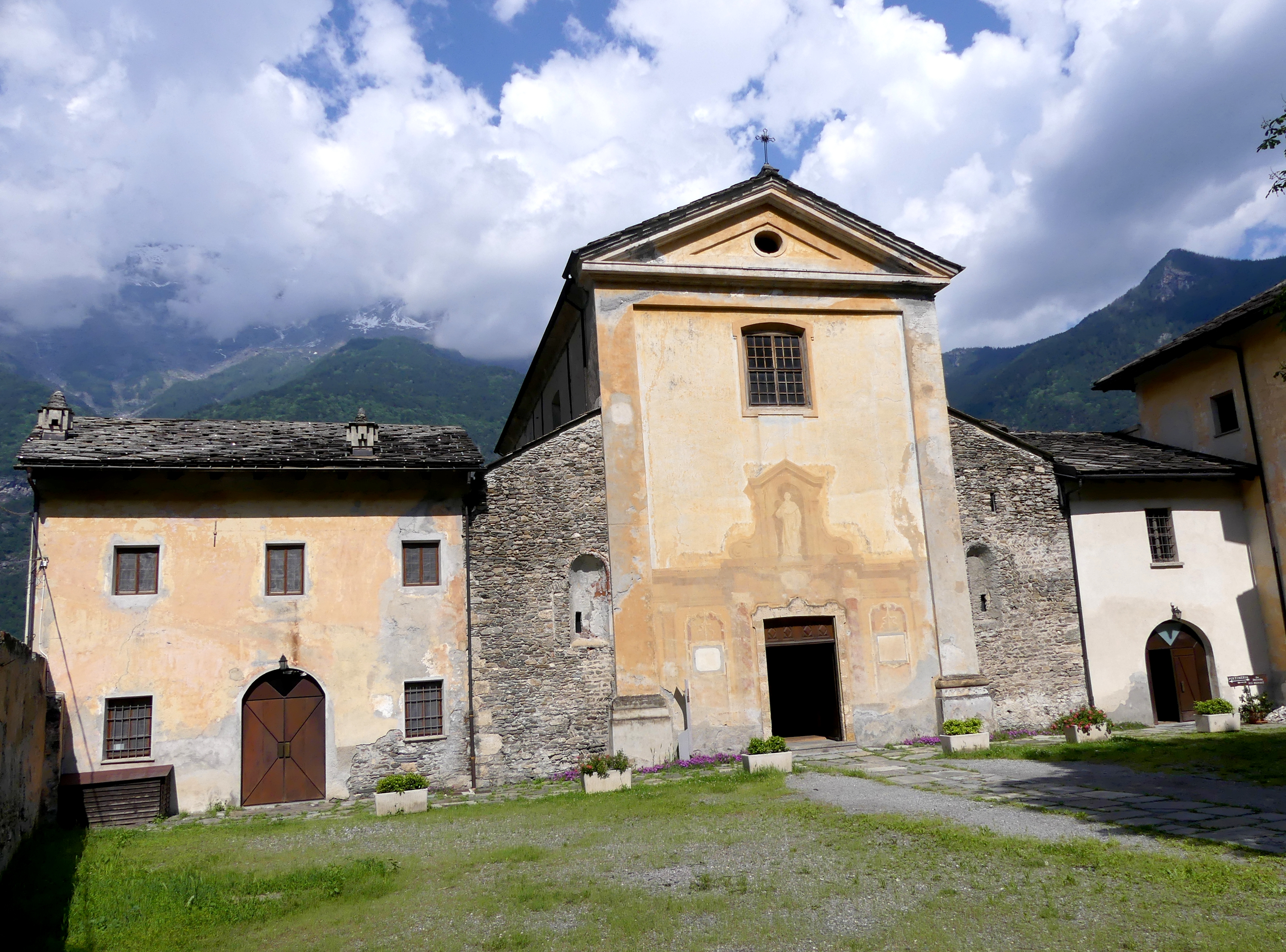
Façade de l'église.
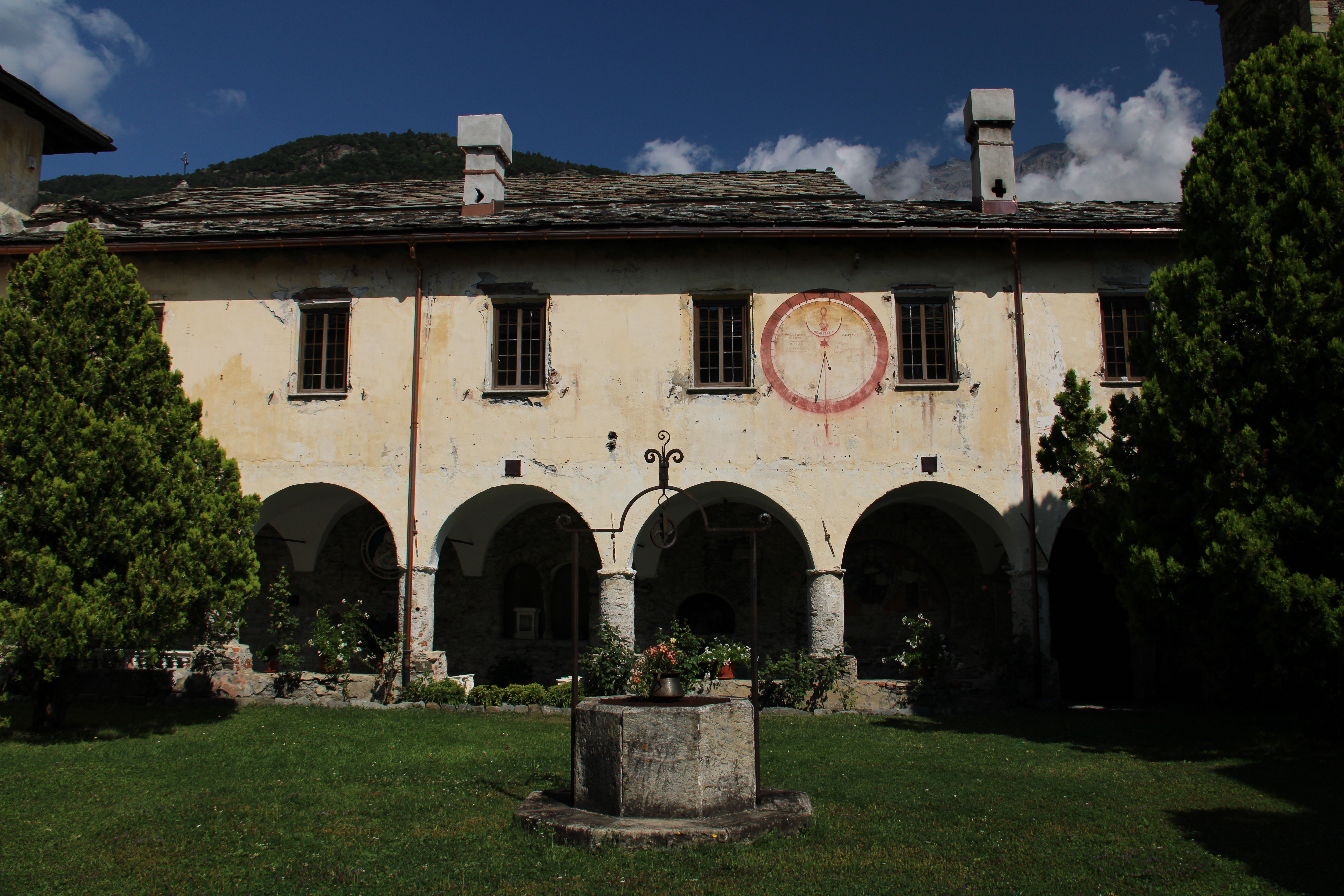
Cloître.
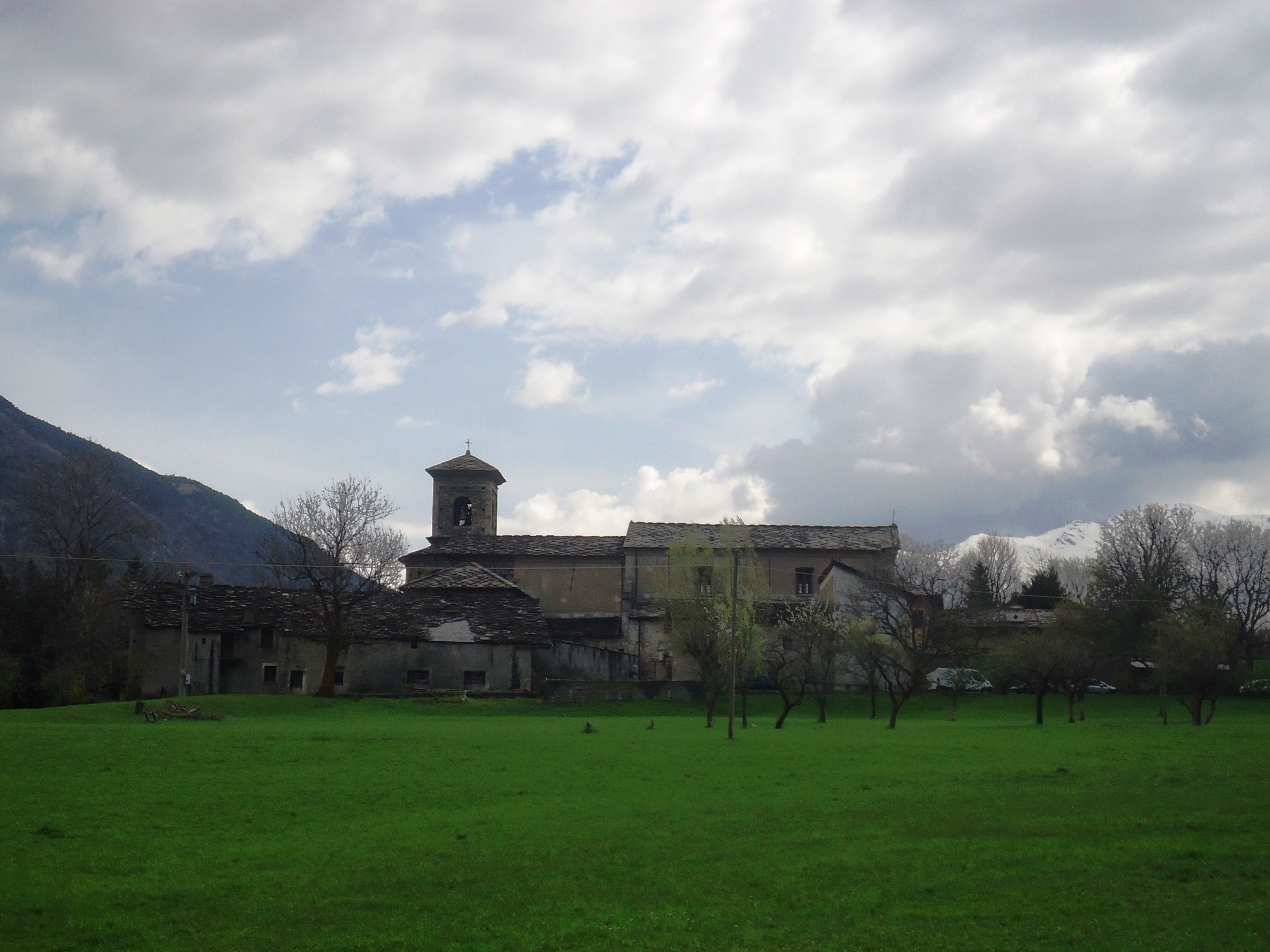
Abbaye de Novalaise, vue par le nord.
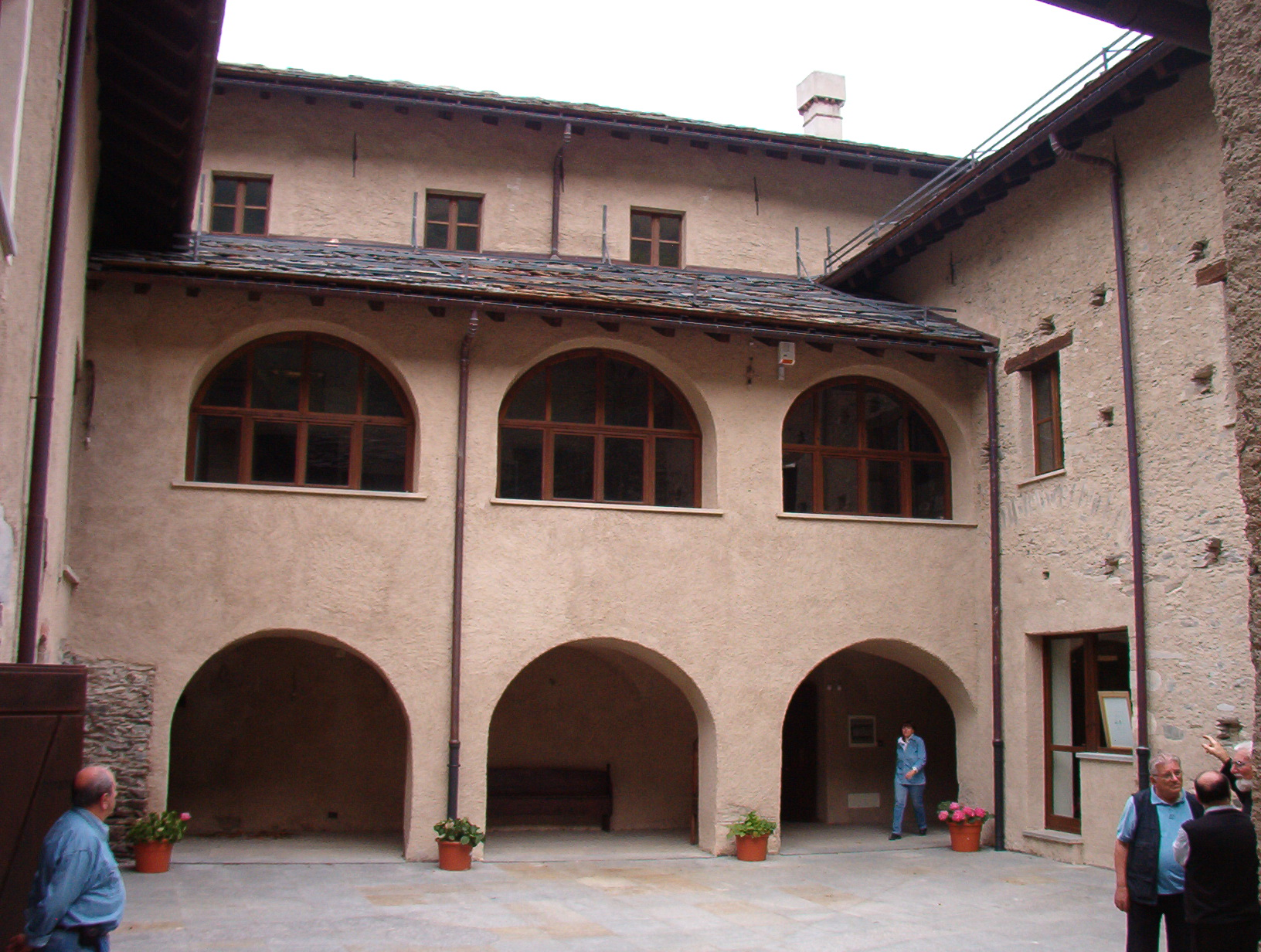
La cour d'entrée.

Chapelle dans le parc de l'abbaye
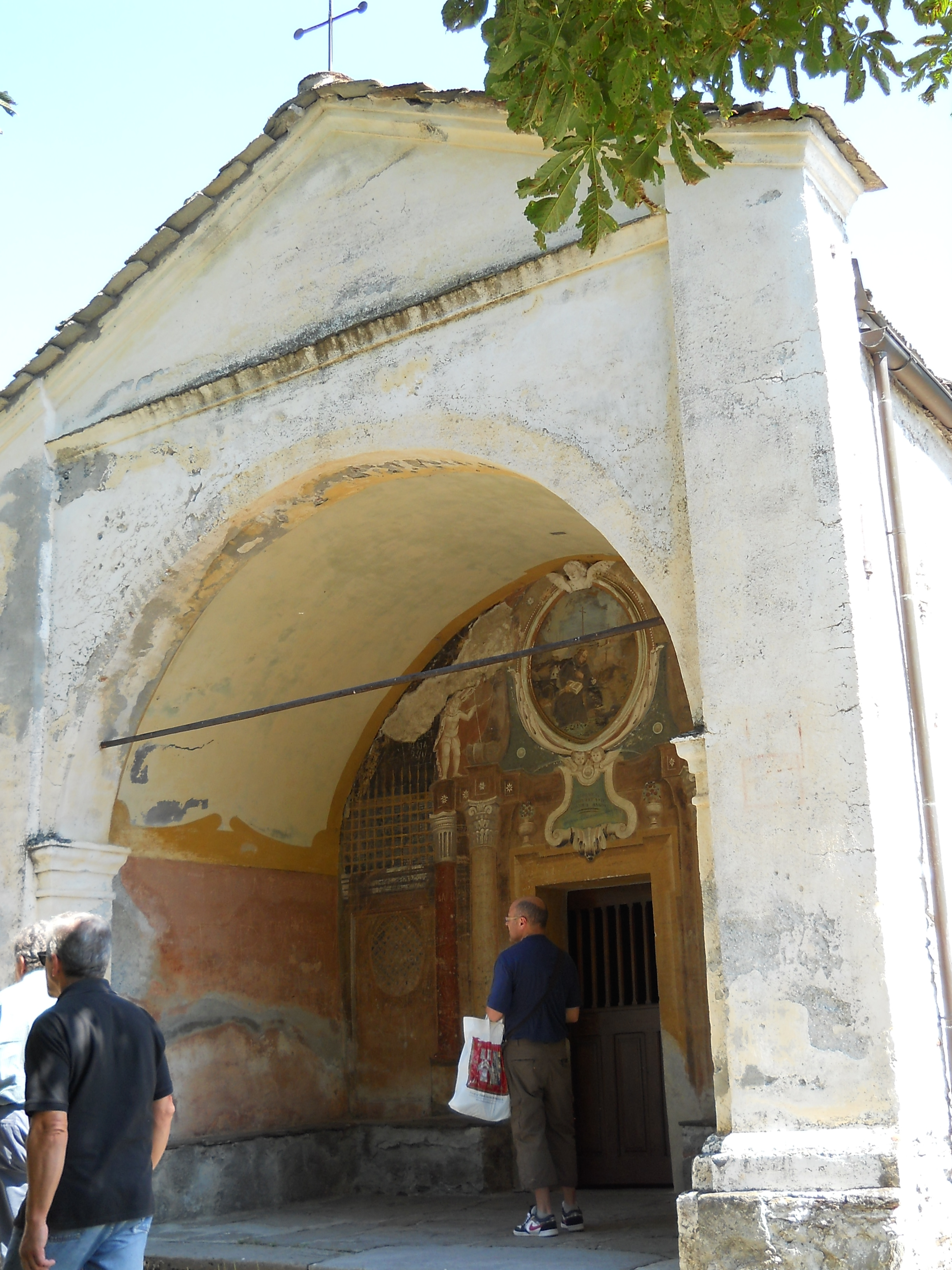
Chapelle de Saint Eldrade.
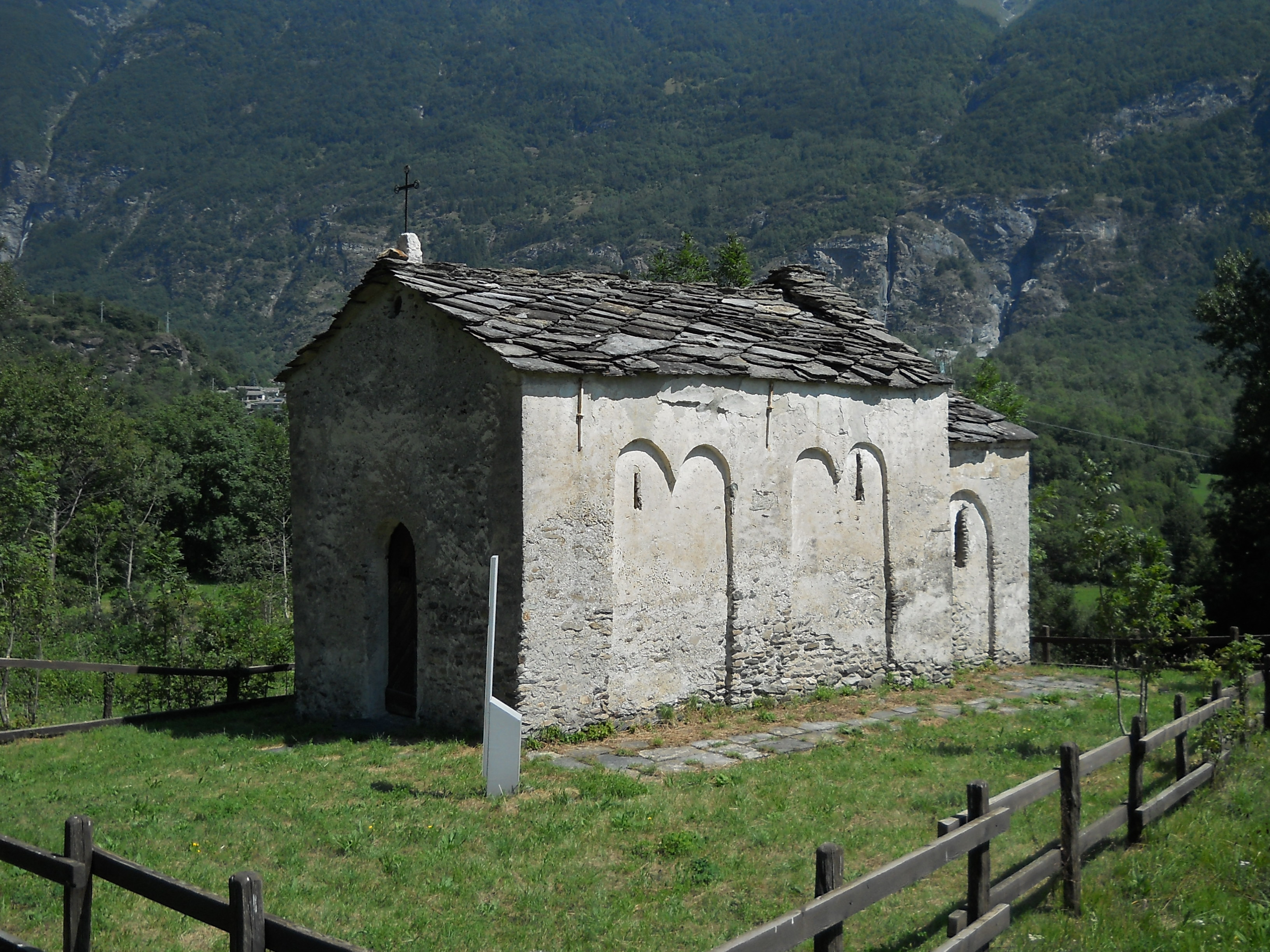
Chapelle de S. Maria.
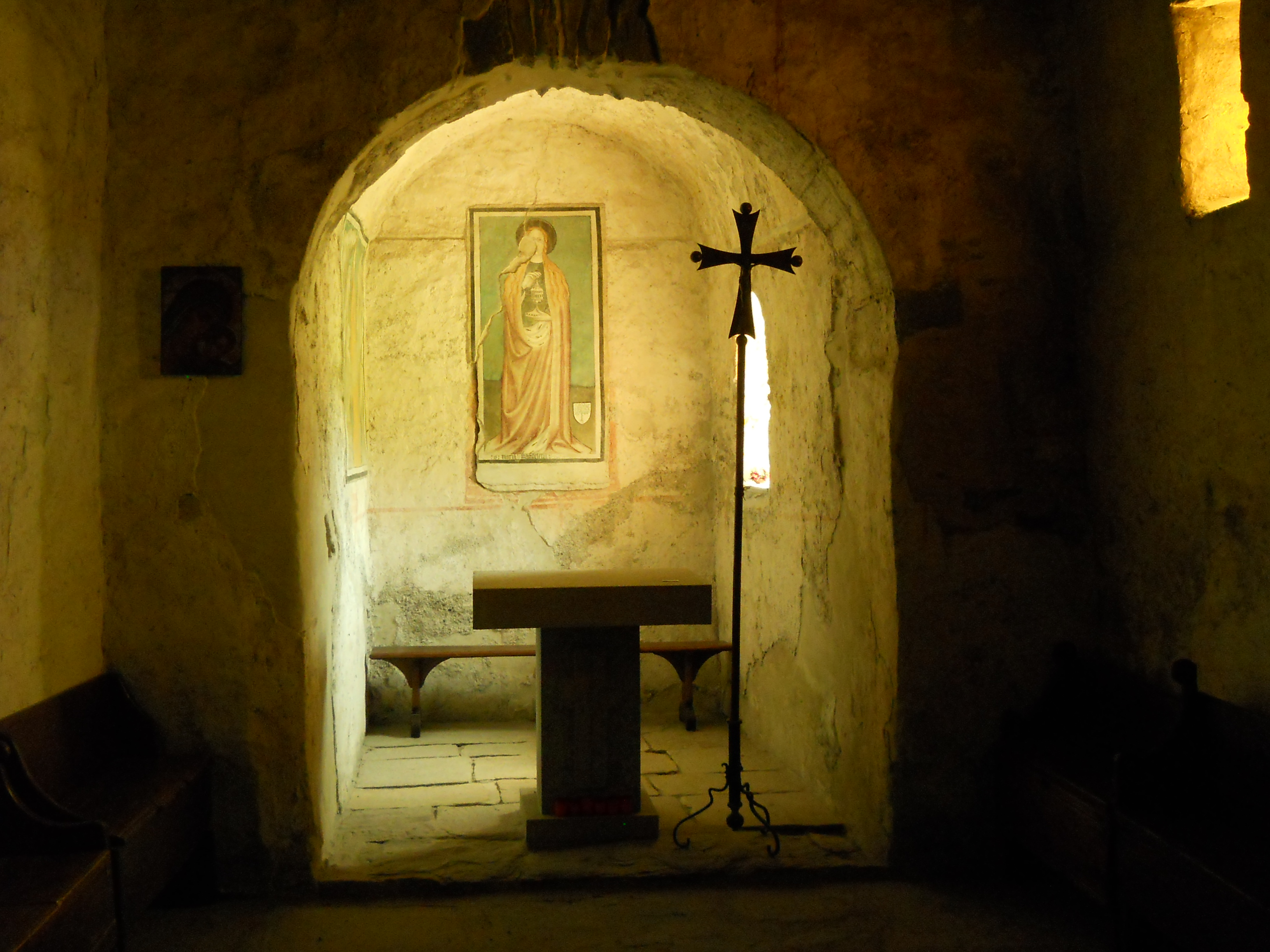
Chapelle de S. Maria.
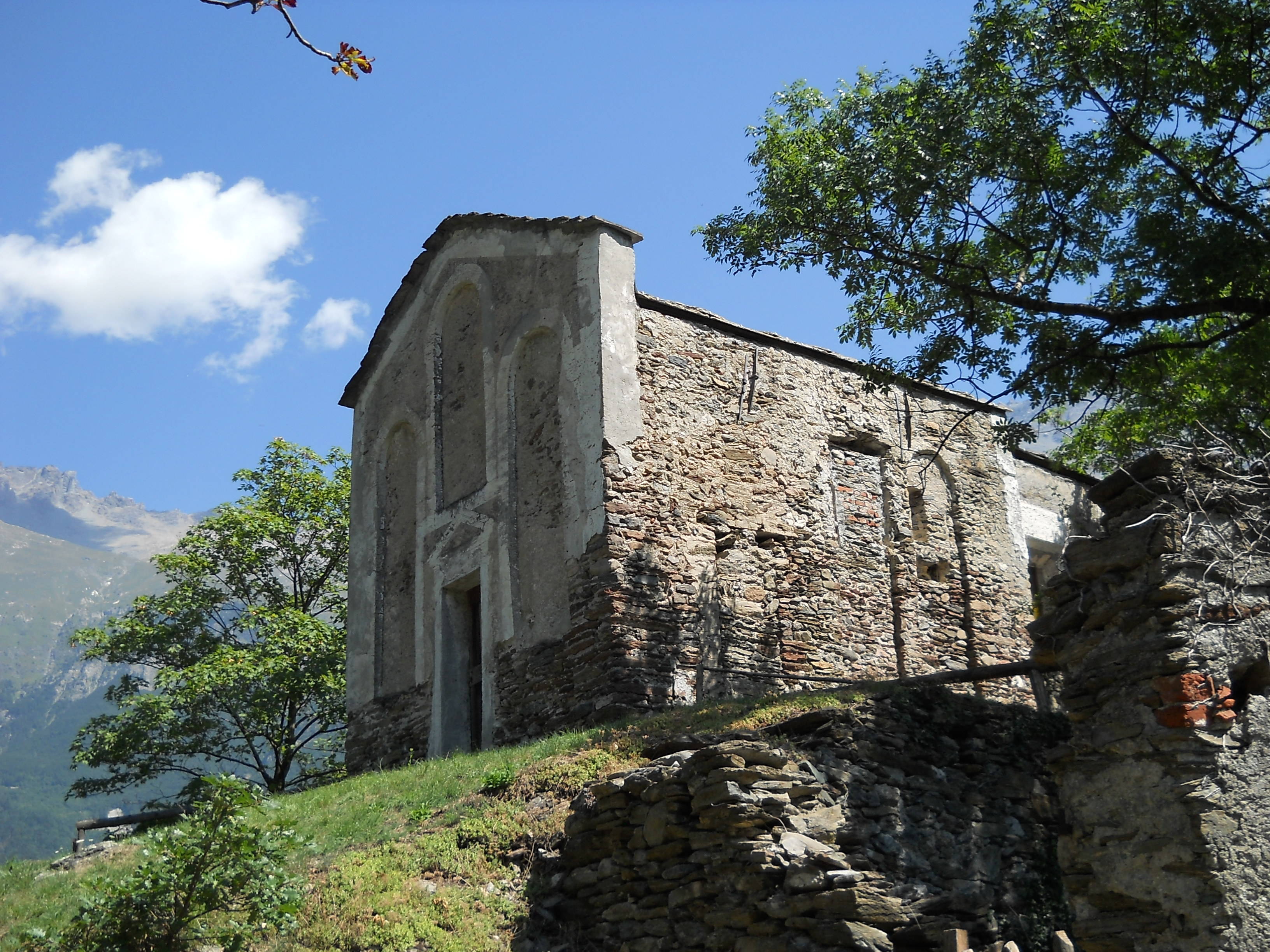
Chapelle de S. Michele.
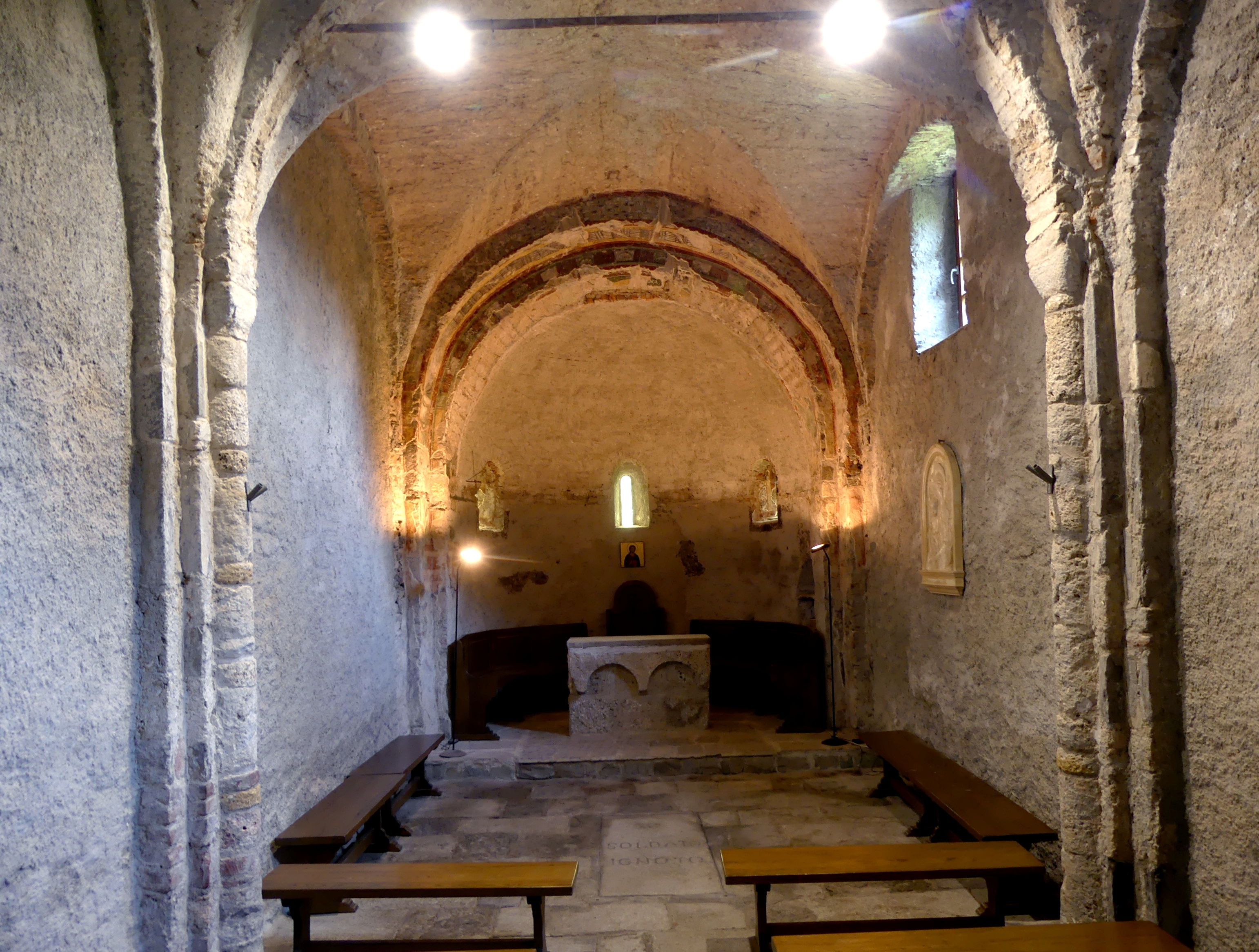
Chapelle de S. Salvatore.
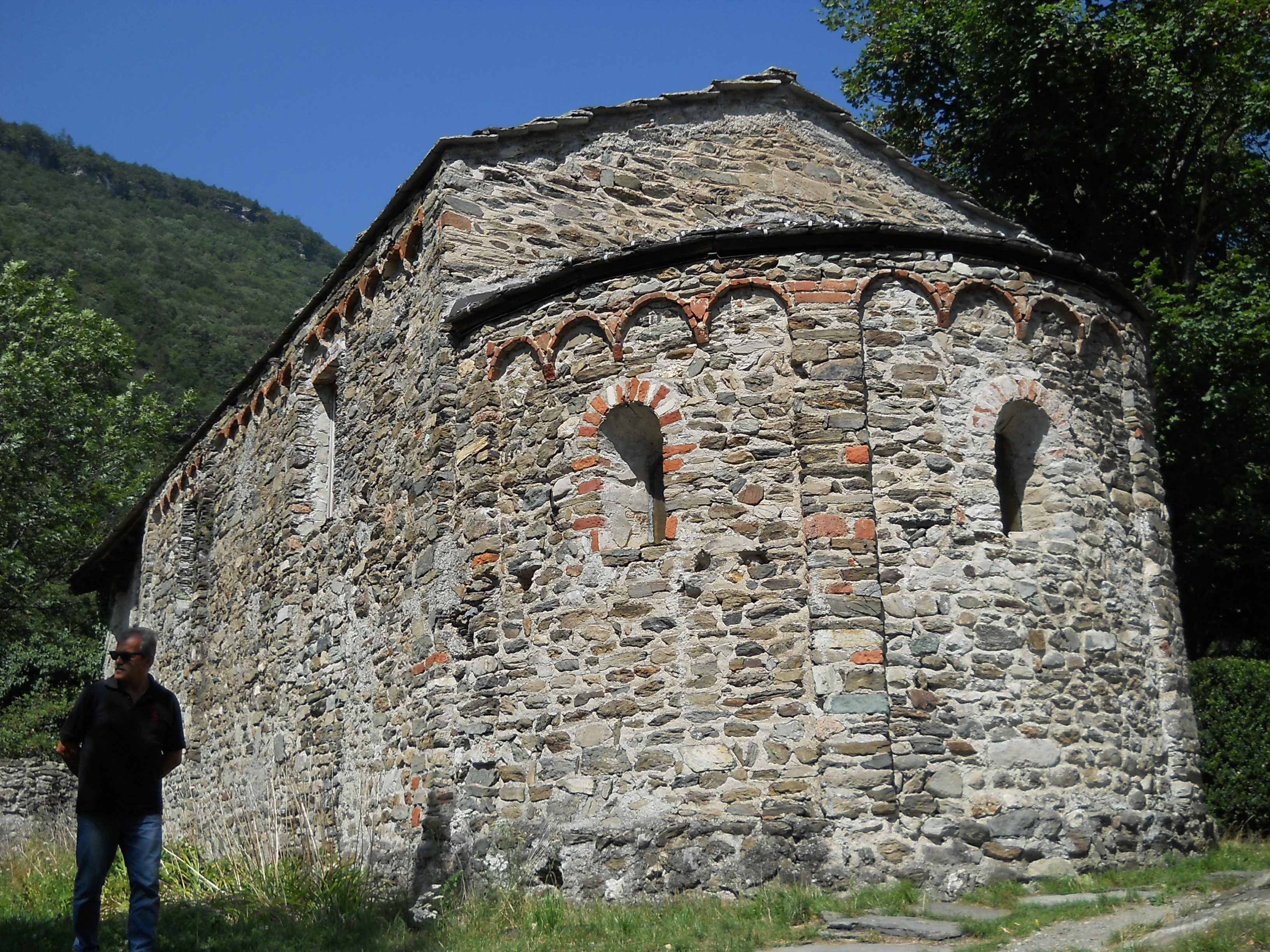
Chapelle de S. Salvatore.

Fresque de Saint Eldrade
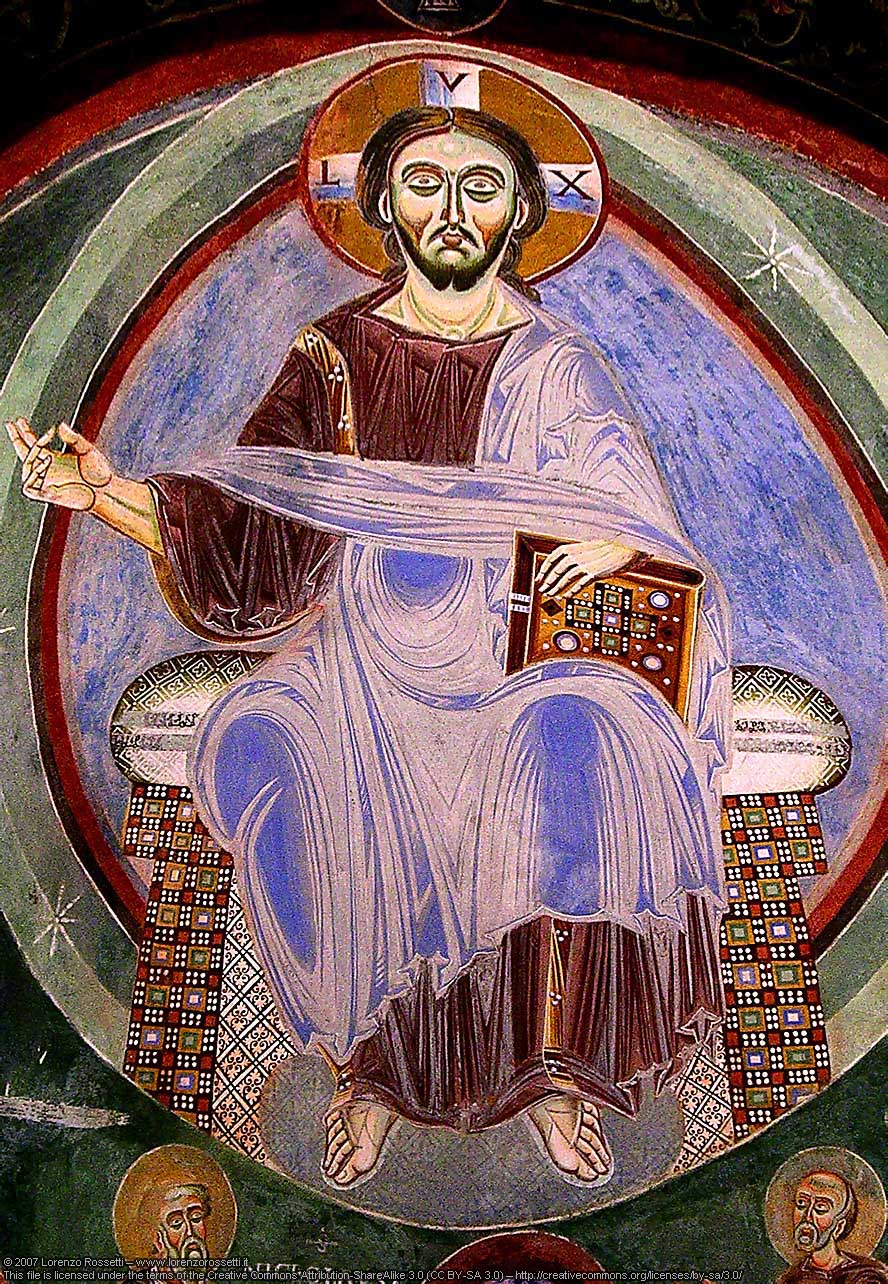
Le Christ Pantocrator.
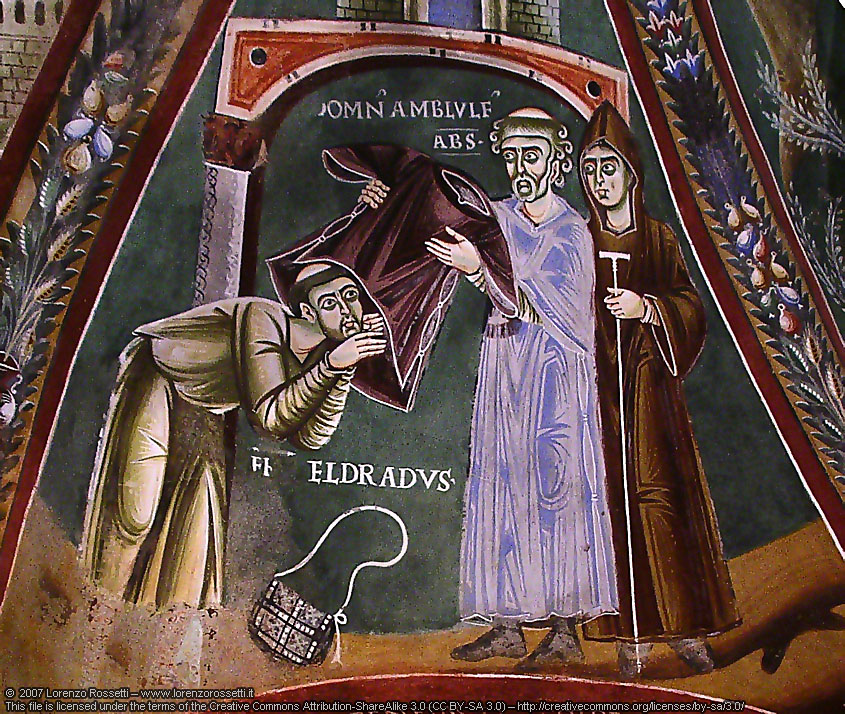
Saint Eldrade entre dans l’abbaye.